# 뱅자맹 마세
뱅자맹 마세(프랑스어: Benjamin Macé, 1989년 5월 16일~)는 프랑스의 스피드 스케이팅, 쇼트트랙 선수이다.